# حارة وادي العقب (صنعاء)

تعديل مصدري - تعديل

حارة وادي العقب هي إحدى حارات حي معين بمديرية معين إحد مديريات العاصمة اليمنية صنعاء، بلغ تعداد سكانها 959 نسمة حسب تعداد اليمن لعام 2004.